# 1. Bundesliga (maschile, Germania)
La 1. Bundesliga è la massima serie del campionato tedesco di pallavolo maschile: al torneo partecipano dodici squadre di club tedesche e la squadra vincitrice si fregia del titolo di campione di Germania. 

## Albo d'oro
| Anno             | Podio           | Podio           | Podio           |
| Campione         | Seconda         | Terza           |                 |
| ---------------- | --------------- | --------------- | --------------- |
| 1991-92 Dettagli | Moerser         | Bayer Wuppertal | -               |
| 1992-93 Dettagli | Charlottenburg  | Bayer Wuppertal | -               |
| 1993-94 Dettagli | Bayer Wuppertal | Friedrichshafen | -               |
| 1994-95 Dettagli | Dachau          | Bayer Wuppertal | -               |
| 1995-96 Dettagli | Dachau          | Friedrichshafen | -               |
| 1996-97 Dettagli | Bayer Wuppertal | Friedrichshafen | -               |
| 1997-98 Dettagli | Friedrichshafen | Fellbach        | -               |
| 1998-99 Dettagli | Friedrichshafen | -               | -               |
| 1999-00 Dettagli | Friedrichshafen | -               | -               |
| 2000-01 Dettagli | Friedrichshafen | -               | -               |
| 2001-02 Dettagli | Friedrichshafen | -               | -               |
| 2002-03 Dettagli | Charlottenburg  | Bayer Wuppertal | Friedrichshafen |
| 2003-04 Dettagli | Charlottenburg  | Friedrichshafen | Dürener         |
| 2004-05 Dettagli | Friedrichshafen | Dürener         | Moerser         |
| 2005-06 Dettagli | Friedrichshafen | Dürener         | Charlottenburg  |
| 2006-07 Dettagli | Friedrichshafen | Dürener         | Charlottenburg  |
| 2007-08 Dettagli | Friedrichshafen | Charlottenburg  | Unterhaching    |
| 2008-09 Dettagli | Friedrichshafen | Unterhaching    | -               |
| 2009-10 Dettagli | Friedrichshafen | Unterhaching    | -               |
| 2010-11 Dettagli | Friedrichshafen | Charlottenburg  | -               |
| 2011-12 Dettagli | Charlottenburg  | Unterhaching    | -               |
| 2012-13 Dettagli | Charlottenburg  | Friedrichshafen | -               |
| 2013-14 Dettagli | Charlottenburg  | Friedrichshafen | -               |
| 2014-15 Dettagli | Friedrichshafen | Charlottenburg  | -               |
| 2015-16 Dettagli | Charlottenburg  | Friedrichshafen | -               |
| 2016-17 Dettagli | Charlottenburg  | Friedrichshafen | -               |
| 2017-18 Dettagli | Charlottenburg  | Friedrichshafen | -               |
| 2018-19 Dettagli | Charlottenburg  | Friedrichshafen | -               |
| 2019-20 Dettagli | Non assegnata   | Non assegnata   | Non assegnata   |
| 2020-21 Dettagli | Charlottenburg  | Friedrichshafen | -               |
| 2021-22 Dettagli | Charlottenburg  | Friedrichshafen | -               |
| 2022-23 Dettagli | Charlottenburg  | Friedrichshafen | -               |
| 2023-24 Dettagli | Charlottenburg  | Friedrichshafen | -               |

## Palmarès
| Squadra         | Titolo | Stagione |
| --------------- | ------ | --- |
| Charlottenburg  | 14     | 1992-93, 2002-03, 2003-04, 2011-12, 2012-13, 2013-14, 2015-16, 2016-17, 2017-18, 2018-19, 2020-21, 2021-22, 2022-23, 2023-24 |
| Friedrichshafen | 13     | 1997-98, 1998-99, 1999-00, 2000-01, 2001-02, 2004-05, 2005-06, 2006-07, 2007-08, 2008-09, 2009-10, 2010-11, 2014-15          |
| Bayer Wuppertal | 2      | 1993-94, 1996-97 |
| Dachau          | 2      | 1994-95, 1995-96 |
| Moerser         | 1      | 1991-92 |